# Geriojennsa cunegunda
Geriojennsa cunegunda är en fjärilsart som beskrevs av William Schaus 1924. Geriojennsa cunegunda ingår i släktet Geriojennsa och familjen björnspinnare. Inga underarter finns listade i Catalogue of Life.